# کربوکاتیون

متانیوم که در واقع کربوکاتیون مشتق شده از مولکول آلی متان است

کربوکاتیون‌ها(به انگلیسی: Carbocation) ‎/ˌkɑːrb[invalid input: 'ɵ']ˈkætaɪ.ɒn/‎ دسته‌ای از کاتیون‌های چند اتمی هستند که دارای یک یا چند اتم کربن دارای بار مثبت است. ساده‌ترین کربوکاتیون موجود متانیوم است.
کربوکاتیون‌ها ، کربورادیکالها و کربوآنیون‌ها واسطه‌های مهم در شیمی  آلی  هستند . کربوکاتیونها تحت پدیده ای به نام فوق مزدوج شدن به پایداری میرسند  از جمله پایدارترین کربوکاتیون‌ها می‌توان به کربوکاتیون آلیلی و بنزیلی اشاره کرد دلیل پایداری این کربوکاتیون‌ها پخش بار در ترکیب یا همان رزونانس می‌باشد  . ناپایدارترین کربوکاتیون ، کربوکاتیون ونیلی می‌باشد  . گروه‌های الکترون دهنده کربوکاتیون‌ها را پایدار و گروه‌های الکترون کشنده کربوکاتیون هارا ناپایدار میکنند . نحوه پایداری کربوکاتیون‌ها به این صورت است که کربوکاتون نوع سوم از کربوکاتیون نوع دوم و کربوکاتیون نوع دوم از کربوکاتیون نوع اول و کربوکاتیون نوع اول از کربوکاتیون متیل پایدار تر است .